# Botulismus ptáků
Botulismus je alimentární intoxikace vznikající po pozření neurotoxinů produkovaných bakterií Clostridium botulinum. U komerčně chované drůbeže se vyskytuje vzácně. K ojedinělým, ekonomicky významným výskytům botulismu dochází při hromadném postižení velkochovů kachen, případně bažantů. Častější jsou výskyty u migrujících, divoce žijících vodních ptáků.

## Historie a výskyt
První výskyty botulismu u kuřat popsali Dickson (1917) a u kachen Kalmbach (1930). Bengston (1923) popsal botulismus u kuřat po pozření larev mouchy bzučivky zlaté (Lucilia caesar) a navíc provedl první průkaz toxinu u těchto bezobratlých. K toxémii u ptáků dochází po pozření neurotoxinu obsaženého v kadáverech, larvách much či brouků, vodních korýšů nebo i v bahně na okraji rybníků a jezer. Toxin se může vyskytovat i ve hnijících rostlinách během horkého léta.
Pravděpodobně většina ptáků je vnímavá k toxinům C. botulinum typu C. U volně žijících vodních ptáků dochází k enzootickým intoxikacím zejména po obdobích sucha nebo po povodních. Mrchožraví ptáci jsou považování za rezistentní k neurotoxinům C. botulinum, i když mechanismus není ještě znám, a také u dravců se předpokládá snížená vnímavost. Podle Jensena a Priceho (1987) však i tito ptáci mohou být postiženi botulismem typu C.
Výskyt botulismu je celosvětový. Zoohygienické podmínky v intenzivních chovech drůbeže preventivně zabraňují vzniku botulismu; přesto bylo popsáno několik případů těžkého onemocnění u výkrmových kuřat (Page a Fletcher, 1975; Dohm, 1987; Smart et al., 1987). Zdravotní význam botulismu typu C pro člověka je považován za minimální.

## Příčiny nemoci (etiologie)
Botulismus je vyvoláván neurotoxinem produkovaným půdní bakterií Clostridium botulinum. Rozlišují se 4 biologicky odlišné skupiny bakterií C. botulinum, které produkují neurotoxin stejných fyziologických vlastností, ale 8 různých antigenních typů (A-G). Toxigenní skupina bakterií typu C se dále dělí na subtypy C1 a C2. Produkující klostridium se označuje názvem antigenního typu toxinu. U ptáků je botulismus převážně způsobován typem C, ojediněle i typy A a E. Neurotoxin je uvolňován z buněk do prostředí při jejich rozpadu (lýze).
Botulinové toxiny patří mezi nejsilnější známé toxiny v přírodě. Toxin typu C je produkován za anaerobních podmínek při teplotě mezi 10–47 °C s optimem produkce mezi 35–37 °C. Toxiny jsou syntetizovány bakteriální buňkou jako jednoduché netoxické polypeptidy a teprve po rozštěpení bakteriálními proteázami nebo trypsinem ve střevě hostitele nabývají toxicity. Botulotoxiny jsou ničeny teplem, světlem, zářením a vysoce alkalickým prostředím.

### Morfologie a kultivace
Producenty botulotoxinu jsou anaerobní, sporoformní a pohyblivé tyčinky C. botulinum průměrné velikosti 4-6 x 1,0 µm. Vyskytují se často ojediněle nebo v krátkých řetízcích. Subterminální spory jsou oválně a tyčinku vydouvají. Termostabilita spor se liší podle typu.
Na krevním agaru pro anaeroby roste C. botulinum ve formě plochých, šedobílých kolonií velikosti 1-4 mm, obvykle s hemolýzou. Sacharolytické typy štěpí omezený počet cukrů při mírném poklesu pH. Všechny typy kromě typu G produkují lipázu. Proteolytické typy hydrolyzují želatinu.

## Vznik a šíření nemoci (epizootologie)

### Hostitel
K botulismu typu C je vnímavých mnoho druhů ptáků včetně domácí drůbeže, bažantů a pštrosů. Ve volné přírodě byl pozorován u 117 ptačích druhů patřících do 22 čeledí. Vyskytuje se i u savců a ryb. Z laboratorních hlodavců jsou nejvnímavější myši, které se také používají k biologické testaci, detekci toxinu a jeho typizaci.
Botulismus typu A a E bývá pozorován u ptáků méně často, obvykle v drobnochovech drůbeže v souvislosti se zkrmováním zkažených potravin nebo u výkrmových kuřat po zkrmování kontaminovaného krmiva. U mořských ptáků byl botulismus pozorován po pozření uhynulých ryb kontaminovaných toxinem typu E.
Bakterie C. botulinum typu C jsou rozšířeny celosvětově, vyskytují se běžně v půdě i ve vodě. Spory jsou obecně nalézány v prostředí drůbežích a bažantích farem. Je považováno za obligátního parazita trávicího traktu divokých i domestikovaných ptáků, což usnadňuje jeho šíření v přírodě. Častým zdrojem botulotoxinu jsou kadávery uhynulých ptáků.

### Patogeneze
K botulismu typu C dochází nejčastěji pozřením preformovaného botulotoxinu. Přibývá ale důkazů nasvědčujících možnosti vzniku endogenního botulismu jako následku primární kolonizace střevního traktu bakterií C. botulinum a produkce botulotoxinu ve slepých střevech in vivo. Podmínky vzniku této formy botulismu nejsou plně známy. U bažantů je toxin produkován již ve voleti (Dinter a Kull, 1954).
Z trávicího traktu se botulotoxin dostává do krve a do CNS, kde blokuje uvolňování acetylcholinu na presynaptických membránách cholinergních nervů. Poruchou přenosu vzruchu v synapsích motorických nervů dochází k parézám a k úhynu v důsledku respirační paralýzy. Botulotoxin také poškozuje endotel cév, což vede ke vzniku edému a hemoragií.

## Projevy nemoci (symptomatologie)
Inkubační doba. Po vysoké dávce botulotoxinu se příznaky objevují během několika hodin, při nízké dávce se paralýza objevuje za 1-2 dny.

### Klinika
Klinické příznaky u domácí drůbeže i bažantů jsou podobné a začínají obvykle paralýzou končetin, která postupně přechází na křídla, krk a oční víčka. Postižení ptáci zpočátku posedávají, oči mají zavřené, peří je naježené a po dotyku vypadává. Neochotně se pohybují a po přinucení k pohybu vykazují nekoordinované pohyby nebo nejsou schopni žádného pohybu. Bližším vyšetřením lze zjistit namáhavé dýchání. K úhynům dochází selháním srdečních a dýchacích funkcí. Ojediněle dochází k uzdravení, po toxinu A častěji než po botulotoxinu typu C. Vodní drůbež může uhynout utopením. Morbidita i mortalita zavisejí na množství přijatého toxinu (kumulace). U vodních divoce žijících ptáků jsou známy masové úhyny. Pitevní nález je většinou negativní.

### Imunita
Protože toxická dávka neurotoxinu je nižší než imunogenní, přežívající drůbež netvoří imunitu. U mrchožravých ptáků se však zjišťují humorální protilátky, čímž je vysvětlována jejich rezistence k botulotoxinu po experimentální infekci.

## Diagnostika
Předběžná diagnóza botulismu je založena na klinických příznacích a nepřítomnosti makro- i mikroskopických změn. Konečná diagnóza ale vyžaduje průkaz botulotoxinu v séru, voleti nebo výplachu trávicího traktu, což se provádí biologickým pokusem na myších, které byly předem imunizovány antitoxickými séry (A-F). Izolace bakterií C. botulinum má minimální diagnostický význam, protože se mohou vyskytovat i u zdravých ptáků ve střevech, játrech a slezině. Detekce C. botulinum v krmivu nebo v prostředí se používá např. v epizootologických studiích. Vyšetřovaný materiál se kultivuje na anaerobních krevních agarech, biochemická identifikace se provádí komerčními mikrotesty (např. ANAEROtest, Lachema) a toxiny se určují neutralizačním testem.
Diferenciální diagnostika. Počáteční klinické příznaky botulismu mohou připomínat jiná onemocnění. Hlavními diagnostickými znaky jsou absence patologických změn, povaha a trvání paralýzy a průkaz toxinu. Paralýza končetin a křídel, která se vyskytuje při Markově nemoci, Newcastleské nemoci nebo aviární encefalomyelitidě, může být odlišena izolací příčinného viru a nálezem makro- anebo mikroskopických změn. Nutriční deficience nebo nežádoucí účinky antikokcidik mohou být zjištěny vyšetřením krmiva.

## Terapie a prevence
Léčba botulismu je někdy úspěšná při individuálním ošetření, u velkého množství divokých ptáků nebo ve velkochovech drůbeže je obtížná a zpravidla se neprovádí. Prognóza je většinou nepříznivá, výjimka je možná jen u mírně postižených ptáků, které je třeba izolovat a jednotlivě napájet i krmit. U pštrosů nebo ptáků v zoologických zahradách se osvědčil specifický antitoxin typu C; komerčně vyráběný antitoxin C pro kožešinová zvířata se doporučuje podávat ptákům v poloviční dávce.
Prevence spočívá v chovu vodní drůbeže na lokalitách, kde se toto onemocnění nevyskytuje, v častém sběru a neškodném odstraňování kadáverů, zajištění přístupu vodní drůbeže na tekoucí nebo hlubší stojaté vody, případně provzdušňování vody. Pro snížení bakteriální kontaminace prostředí se doporučuje provádět častější výměnu podestýlky a pečlivou asanaci hal a jejich okolí.
U bažantů byla popsána úspěšná imunizace inaktivovaným toxoidem, podobně v experimentálních podmínkách u kuřata a kachen. Vakcinace velkého počtu drůbeže je ale nákladná a nepraktická.